# 김종호 (양궁 선수)
김종호(1994년 7월 18일~)은 대한민국의 컴파운드 양궁 선수이다.

## 학력
- 충북체육고등학교
- 중원대학교